# Рок-Спрінгс (Вайомінг)
Рок-Спрінгс (англ. Rock Springs) — місто (англ. city) в США, в окрузі Світвотер штату Вайомінг. Населення — 23 526 осіб (2020).

## Географія
Рок-Спрінгс розташований за координатами 41°35′42″ пн. ш. 109°13′25″ зх. д. / 41.59500° пн. ш. 109.22361° зх. д. (41.595047, -109.223647).  За даними Бюро перепису населення США в 2010 році місто мало площу 50,09 км², уся площа — суходіл.

### Клімат
| Клімат : Рок-Спрінґс               | Клімат : Рок-Спрінґс | Клімат : Рок-Спрінґс | Клімат : Рок-Спрінґс | Клімат : Рок-Спрінґс | Клімат : Рок-Спрінґс | Клімат : Рок-Спрінґс | Клімат : Рок-Спрінґс | Клімат : Рок-Спрінґс | Клімат : Рок-Спрінґс | Клімат : Рок-Спрінґс | Клімат : Рок-Спрінґс | Клімат : Рок-Спрінґс | Клімат : Рок-Спрінґс |
| Показник                           | Січ.                 | Лют.                 | Бер.                 | Квіт.                | Трав.                | Черв.                | Лип.                 | Серп.                | Вер.                 | Жовт.                | Лист.                | Груд.                | Рік                  |
| Абсолютний максимум, °C            | 12,8                 | 15,6                 | 21,7                 | 26,1                 | 32,2                 | 35,6                 | 36,7                 | 35,6                 | 31,7                 | 29,4                 | 18,9                 | 13,9                 | 36,7                 |
| Середній максимум, °C              | −2,6                 | −0,2                 | 4,9                  | 10,6                 | 16,5                 | 23,1                 | 27,5                 | 26,6                 | 20,3                 | 13,1                 | 3,5                  | −1,7                 | 11,9                 |
| Середня температура, °C            | −7,2                 | −5,2                 | −0,2                 | 4,3                  | 9,6                  | 15,3                 | 19,3                 | 18,4                 | 12,7                 | 6,4                  | −1,8                 | −6,6                 | 5,5                  |
| Середній мінімум, °C               | −11,8                | −10,1                | −5,4                 | −2                   | 2,7                  | 7,6                  | 11,2                 | 10,3                 | 5,1                  | −0,3                 | −7,1                 | −11,4                | −0,9                 |
| Абсолютний мінімум, °C             | −38,3                | −33,9                | −24,4                | −16,7                | −10                  | −3,3                 | 1,7                  | 0,6                  | −15                  | −21,1                | −25                  | −33,9                | −38,3                |
| Норма опадів, мм                   | 15                   | 13                   | 20                   | 26                   | 35                   | 17                   | 24                   | 15                   | 22                   | 22                   | 16                   | 15                   | 240                  |
| ---------------------------------- | -------------------- | -------------------- | -------------------- | -------------------- | -------------------- | -------------------- | -------------------- | -------------------- | -------------------- | -------------------- | -------------------- | -------------------- | -------------------- |
| Джерело: NOAA (normals, 1971–2000) |                      |                      |                      |                      |                      |                      |                      |                      |                      |                      |                      |                      |                      |

## Демографія
Згідно з переписом 2010 року, у місті мешкало 23 036 осіб у 8762 домогосподарствах у складі 5849 родин. Густота населення становила 460 осіб/км².  Було 10070 помешкань (201/км²).
Расовий склад населення:
| - 86,4 % — білих - 1,4 % — чорних або афроамериканців - 1,1 % — азіатів - 0,8 % — корінних американців - 0,1 % — вихідців з тихоокеанських островів - 7,5 % — осіб інших рас |

До двох чи більше рас належало 2,6 %. Частка іспаномовних становила 16,4 % від усіх жителів.
За віковим діапазоном населення розподілялося таким чином: 26,4 % — особи молодші 18 років, 65,5 % — особи у віці 18—64 років, 8,1 % — особи у віці 65 років та старші. Медіана віку мешканця становила 31,5 року. На 100 осіб жіночої статі у місті припадало 108,8 чоловіків;  на 100 жінок у віці від 18 років та старших — 108,9 чоловіків також старших 18 років.
Середній дохід на одне домашнє господарство  становив 78 016 доларів США (медіана — 69 667), а середній дохід на одну сім'ю — 84 275 доларів (медіана — 80 066). Медіана доходів становила 61 850 доларів для чоловіків та 38 000 доларів для жінок. За межею бідності перебувало 12,5 % осіб, у тому числі 19,4 % дітей у віці до 18 років та 6,1 % осіб у віці 65 років та старших.
Цивільне працевлаштоване населення становило 12 322 особи. Основні галузі зайнятості: сільське господарство, лісництво, риболовля — 18,6 %, освіта, охорона здоров'я та соціальна допомога — 17,1 %, роздрібна торгівля — 11,3 %, будівництво — 9,4 %.
За даними перепису 2000 року,
на території муніципалітету мешкало 18708 людей, було 7348 садиб та 4930 сімей.
Густота населення становила 391,7 осіб/км². Було 8359 житлових будинків.
З 7348 садиб у 35,4% проживали діти до 18 років, подружніх пар, що мешкали разом, було 52,5%,
садиб, у яких господиня не мала чоловіка — 10,2%, садиб без сім'ї — 32,9%.
Власники 27,4% садиб мали вік, що перевищував 65 років, а в 8,5% садиб принаймні одна людина була старшою за 65 років.
Кількість людей у середньому на садибу становила 2,48, а в середньому на родину 3,02.
Середній річний дохід на садибу становив 42 584 доларів США, а на родину — 51 539 доларів США.
Чоловіки мали дохід 44 809 доларів, жінки — 22 609 доларів.
Дохід на душу населення був 19 396 доларів.
Приблизно 6,4% родин та 9,4% населення жили за межею бідності.
Серед них осіб до 18 років було 11,0%, і понад 65 років — 8,7%.
Середній вік населення становив 34 років.